# Colima (vulkan)
 For alternative betydninger, se Colima. (Se også artikler, som begynder med Colima)
Colima-vulkanen er den mest aktive vulkan i Mexico; den har været i udbrud mere end fyrre gange siden 1576. På trods af navnet ligger den ikke i den mexicanske delstat Colima, men lige på den anden side af grænsen i nabostaten Jalisco.
Vulkanen har to tinder: Nevado de Colima (4.330 meter), som er ældre og inaktiv, og den yngre og meget aktive Volcán de Colima (3.860 meter), der ligger mod syd (også kaldet Volcán de Fuego de Colima, eller Den ildspyende vulkan i Colima).
I nyere tid har det været hyppige midlertidige evakueringer af nærtliggende byer på grund af truende vulkansk aktivitet.
9. Juli 2015 startede det kraftigste udbrud siden 1913, og i løbet af 3 dage blev alle i en radius af 12 kilometer evakueret.

## Ekstern henvisning
- Universidad de Colima, Observatorio Vulcanológico (på spansk)

19°30′44″N 103°37′02″V / 19.51222°N 103.61722°V